# Zuckerfabrik Marienburg „Martha“
Die schmalspurige Dampflokomotive der Zuckerfabrik Marienburg mit der Bezeichnung Martha und einer Spurweite von 750 mm wurde von Borsig im Jahr 1911 gebaut. Mit der Verstaatlichung der Betriebe in Polen erhielt die Lokomotive nach dem Zweiten Weltkrieg eine an das Bezeichnungssystem der Polskie Koleje Państwowe (PKP) angeglichene Bezeichnung. Die T-7841 ist im Eisenbahnmuseum in Sochaczew als Exponat erhalten.

## Geschichte

### Zuckerfabrik Marienburg
Die Lokomotive wurde von der Zuckerfabrik Marienburg 1910 bei Borsig mit der Fabriknummer 7841 gekauft. Sie erhielt in der Zuckerfabrik den Namen Martha. Ihre Aufgabe war die Bedienung der von der Strecke Marienburg–Lichtfelde abgehenden Anschlussgleise.
Die Lokomotive überstand beide Weltkriege und erhielt nach dem Zweiten Weltkrieg die neue Bezeichnung T-7841. Sie wurde bei der nun polnisch bezeichneten Cukrownia Malbork bis zur Schließung der Anschlussbahn 1962 eingesetzt. Sämtliche Untersuchungen wurden bis 1958 von der Werkstatt der Zuckerfabrik durchgeführt, nach 1958 erfolgte dies in einem Ausbesserungswerk (Zakłady Naprawcze Taboru Kolejowego – ZNTK). Auch wurden dort einige Umbauten ausgeführt.

### Cukrownia Pelplin
Nach 1962 kam die Lokomotive zur Cukrownia Pelplin und wurde dort als Nummer 1 bezeichnet. Sie wurde bis 1974 als Rangierlokomotive verwendet und dann abgestellt. 1978 wurde die Lok als Museumslokomotive wieder aufgebaut und ist heute (2023) Exponat im Eisenbahnmuseum in Sochaczew.

## Konstruktion
Der Blechrahmen mit einer Blechstärke von 12 mm ist auch als Wasserkastenrahmen ausgebildet. An den Stirnseiten sind Pufferbohlen vorhanden, auf denen nochmals vorgesetzte Träger die Balancierhebelkupplung tragen. Ursprünglich waren in den beiden seitlichen Kästen neben dem Kessel sämtliche Kohlevorräte gelagert. Im Rahmen eines Umbaues erhielt die Lok einen Kohlenkasten hinter dem Führerhaus. Der bisherige linke Kohlenkasten wurde zusätzlicher seitlicher Wasserkasten. Dadurch erhöhte sich der Aktionsradius der Lok.
Der Flammrohrkessel besaß eine kupferne Feuerbüchse, die nach dem Zweiten Weltkrieg durch eine stählerne ersetzt wurde. Er besteht aus zwei Schüssen. Auf dem ersten Schuss sitzt der Dampfdom mit Regler, auf dessen Haube ist zusätzlich ein Sicherheitsventil mit Druckfeder angebracht. Die Bedienung des Reglers geschieht über seitliches Gestänge. Auf dem zweiten Kesselschuss sitzt der Sanddom, mit dem durch Handbedienung die erste Achse von vorn und die zweite von hinten gesandet werden konnte. Gespeist wurde der Kessel durch zwei Injektoren. Die Lokomotive besaß einen Ejektor auf der linken Seite, um Wasser aus offenen Gewässern aufnehmen zu können. Die deutschen Armaturen wurden bei einer Ausbesserung im ZNTK gegen polnische ausgetauscht.  Die Zweizylindermaschine wurde mit einer Heusinger-Steuerung gesteuert, die Zylinder sind in der Horizontalen 4° geneigt angeordnet und besaßen Flachschieber. Der Kreuzkopf wurde zweischienig auf der Gleitbahn geführt.
Die Handbremse wird durch einen Hebel auf der Rückseite des Führerhauses bedient. Die Lokomotive besaß eine Petroleumbeleuchtung.